# Mieczysław Banaś
Mieczysław Banaś (ur. 1943, zm. 16 sierpnia 2017) – polski restaurator, zawodnik rajdowy i działacz sportów samochodowych związany z Automobilklubem Krakowskim.

## Życiorys
Jako pilot pierwsze starty w rajdach odbył pod koniec lat 60. XX wieku u boku między innymi Ryszarda Piechoty, Edmunda Oprochy, Andrzeja Włocha czy Wiesława Niciei. W 1970 w trakcie Rajdu Polski, był pilotem niemieckiego kierowcy Bernda Bergmanna prowadzącego Volvo 142 S. W latach 1986 i 1987, Banaś wygrał klasyfikację generalną Rajdu Żubrów. W latach 1987–1991 był członkiem zarządu Automobilklubu Krakowskiego, zaś w 1989 roku dyrektorem 14. Rajdu Krakowskiego. Był także inicjatorem reaktywacji w 1989 roku Krakowskiej Kongregacji Kupieckiej, której był wieloletnim prezesem, a następnie prezesem honorowym oraz przewodniczącym kapituły ds. odznaczeń i wyróżnień. Banaś był również członkiem Komitetu Obywatelskiego przy Lechu Wałęsie. Działał także na rzecz Stowarzyszenia Przyjaciół Domu Pomocy Społecznej im. L. i A Helclów w Krakowie.
W 2010 został odznaczony Krzyżem Kawalerskim Orderu Odrodzenia Polski.